# Allerheiligentor
Das Allerheiligentor ist ein Platz in der östlichen Innenstadt von Frankfurt am Main. Vom 14. bis zum Beginn des 19. Jahrhunderts befand sich hier das östliche Tor der Frankfurter Stadtbefestigung. Der Platz entstand 1809 nach deren Abriss und der Umgestaltung des Befestigungsrings in eine Grünanlage, die Wallanlagen. Hier beginnt die Hanauer Landstraße, eine der großen Ein- und Ausfallstraßen der Innenstadt.

## Geschichte

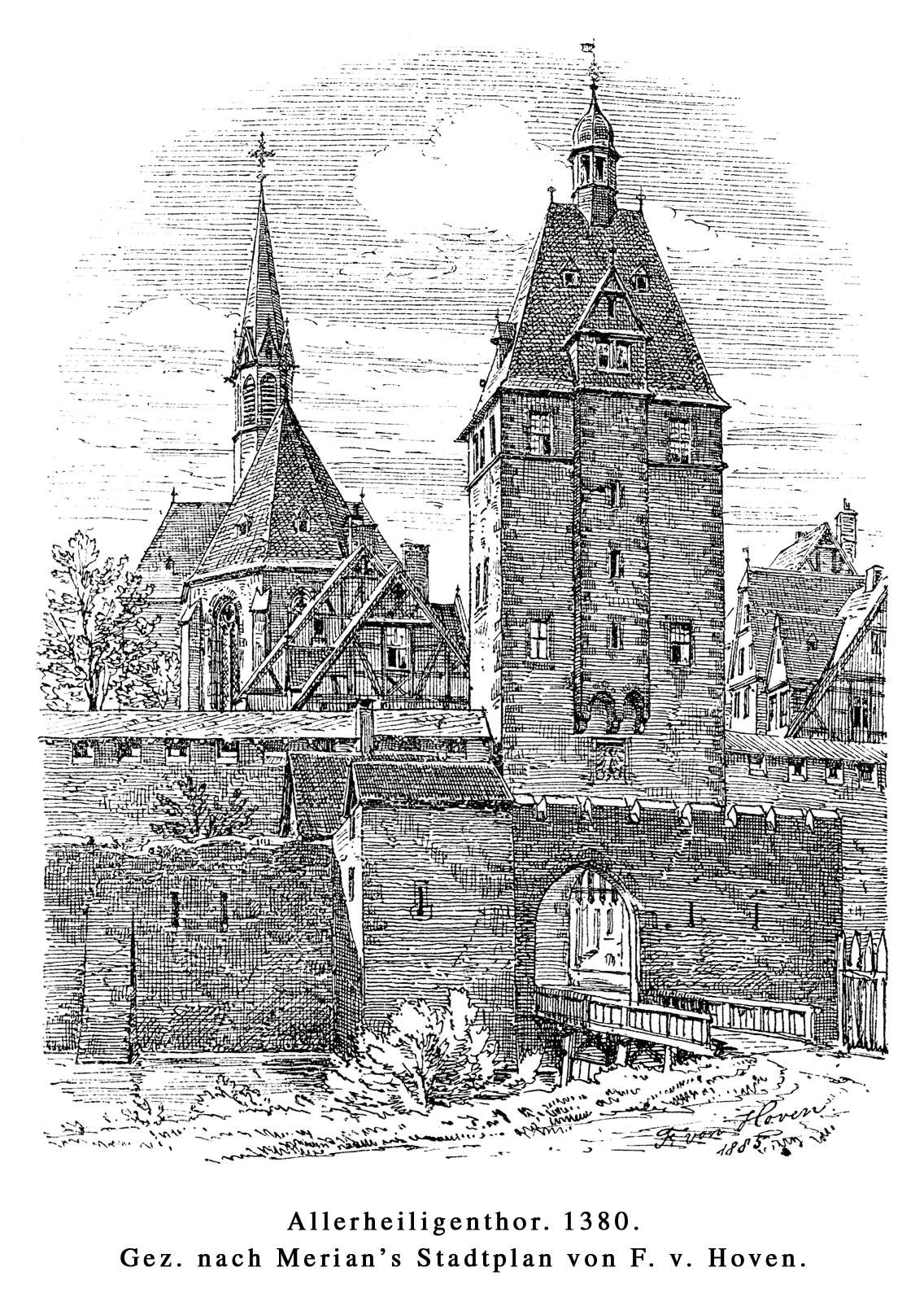
Allerheiligenkapelle und Allerheiligentor der Zweiten Stadterweiterung

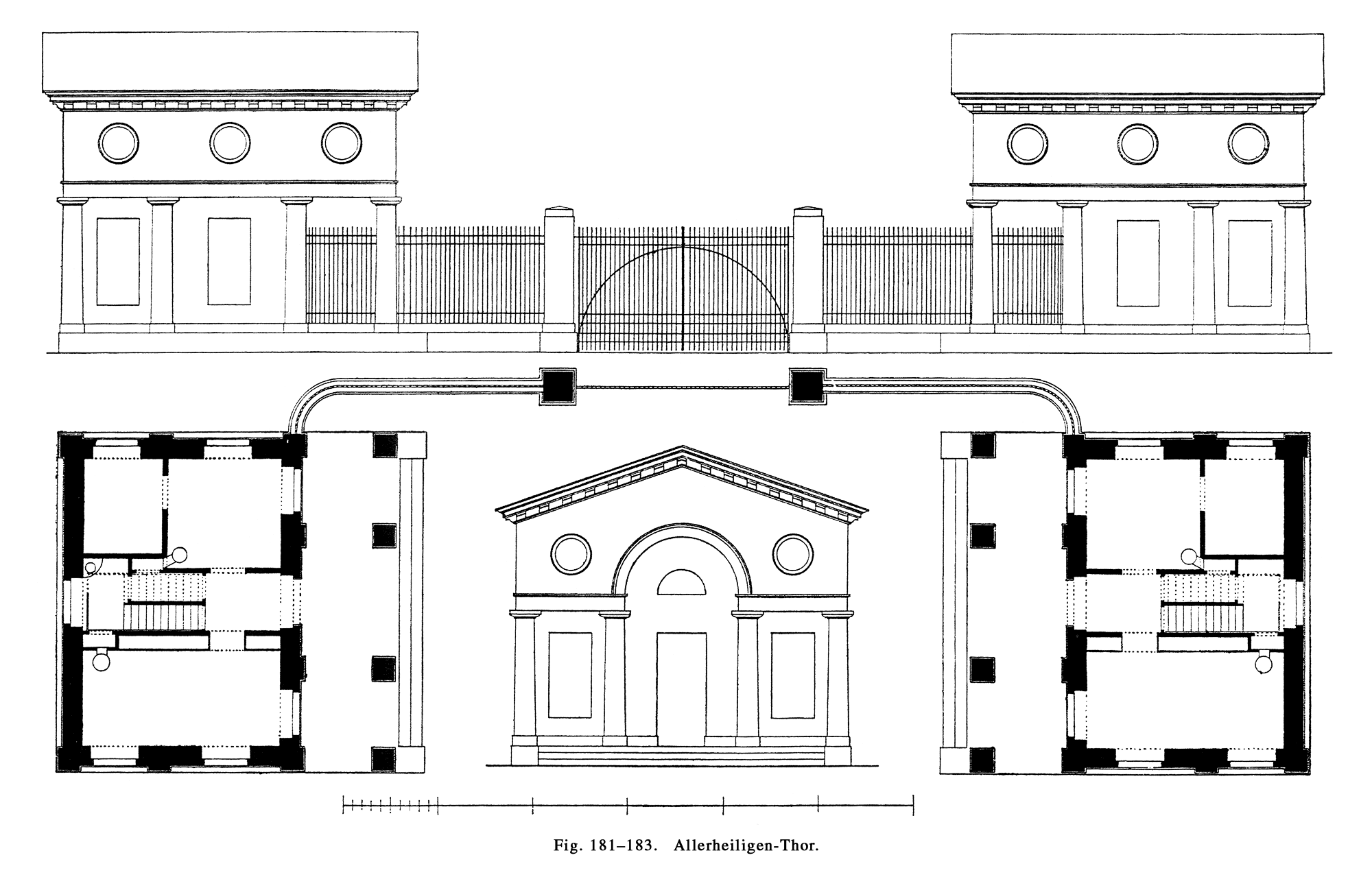
Entwurf des klassizistischen Allerheiligentors, 1809

Nachdem Kaiser Ludwig der Bayer Frankfurt im Jahre 1333 die sogenannte zweite Stadterweiterung gestattet hatte, begann die Stadt wenige Jahre danach, die neu gewonnene Neustadt mit einer Stadtmauer einzufrieden. Das östliche Tor der Mauer führte zunächst den Namen Rieder Tor, nach den etwa eine halbe Stunde außerhalb der Stadt an den Grenzen ihres Territoriums gelegenen Riederhöfen. In historischen Dokumenten findet es sich zeitweise auch als Hanauer Tor erwähnt. Erst als 1366 in der Nähe die Allerheiligenkapelle errichtet wurde, ging dieser Name langsam auf das Tor über. Das genaue Erbauungsdatum des repräsentativen Torturms schwankt in der historischen Quellen zwischen den 1340er und den 1380er Jahren.
Während der Besetzung durch schwedische Truppen im Dreißigjährigen Krieg ließ die Stadt ihre Befestigungsanlagen nach damals modernen Grundsätzen erweitern. Dabei entstanden 1632 südlich und nördlich des Tores zwei Festungswerke, das Allerheiligen- oder Judenbollwerk (nach der nahegelegenen Judengasse benannt) sowie die Schwedenschanze oder Breitwallbollwerk. Die Passage durch das Tor wurde umgestaltet, so dass das alte Tor aus der Stadt in einen Zwinger führte, wo die Straße nach Norden umgeleitet und durch ein neu erbautes barockes Portal auf einer Brücke über den Stadtgraben auf die Landstraße führte.
1809 wurden die Befestigungsanlagen mit dem alten Allerheiligentor abgerissen und zu einer Grünanlage umgestaltet. Stadtbaumeister Johann Friedrich Christian Hess errichtete 1810 zwei klassizistische Torbauten, die als Wachlokale und Zollhaus dienten. Im Giebel befanden sich je zwei Nischen mit Büsten, über dem Torbogen ein Frankfurter Adler mit Kleestengeln und einem F auf der Brust. Der Fries oberhalb der dorischen Säulen trug am nördlichen Tor die Inschrift Allerheiligen Thor, am südlichen Erbauet MDCCCX. Die Straße war nachts noch bis 1864 mit einem schmiedeeisernen Gitter gesperrt.
Die barocke äußere Allerheiligenpforte wurde auf Vorschlag Jakob Guiolletts nicht abgerissen, sondern als Holzkohlenmagazin genutzt. 1810 erwarb der Kaufmann Johann Heinrich Tabor das Tor, vergrößerte es durch zwei seitliche Anbauten und stockte es um ein Geschoss auf. 1872 erwarb der Kaufmännische Verein dieses Haus. Er ließ ein weiteres Stockwerk daraufsetzen, das als Veranstaltungssaal genutzt wurde. Das Gebäude des Kaufmännischen Vereins war bis 1908 ein bedeutender Ort im gesellschaftlichen Leben Frankfurts, dann zog der Verein in das neu errichtete Volksbildungsheim am Eschenheimer Tor. Das ehemalige Gebäude des kaufmännischen Vereins mit dem alten Tor wurde im Zweiten Weltkrieg bei den Luftangriffen auf Frankfurt am Main schwer beschädigt. An seiner Stelle befindet sich heute ein Hotel des Kolpingwerks.

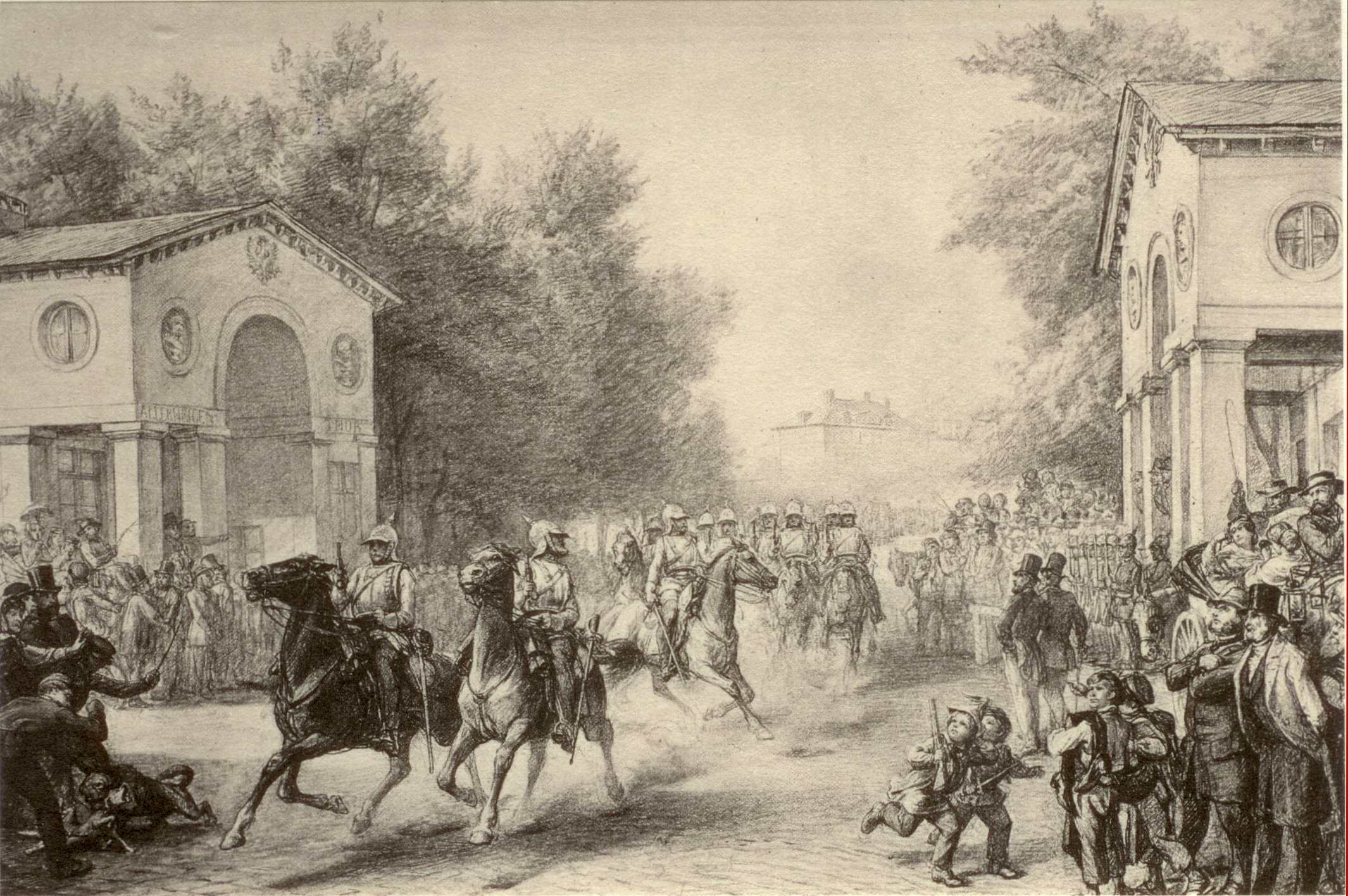
Einzug preußischer Truppen am 16. Juli 1866

Am 16. Juli 1866 zogen preußische Truppen unter General Eduard Vogel von Falckenstein von Aschaffenburg kommend durch das Allerheiligentor in die Stadt ein. Es war das Ende der Freien Stadt Frankfurt. Wenige Wochen später, am 8. Oktober 1866, annektierte Preußen die Stadt. 1864 bis 1866 waren bereits die meisten klassizistischen Land- und Wassertore wieder abgerissen worden. Bei einigen ließ man jedoch die Wachhäuser zugunsten einer gewerblichen Nutzung stehen, so auch am Allerheiligentor. Um 1900 war hier u. a. ein Waaghaus und eine Kaffeestube untergebracht.
Die östliche Innenstadt war seit dem Mittelalter ein hauptsächlich von kleinen Handwerkern bewohntes Viertel. Nach der Aufhebung des Ghettozwangs Anfang des 19. Jahrhunderts siedelten sich hier zahlreiche Juden an. Im Zweiten Weltkrieg wurde der größte Teil der historischen Bausubstanz durch die Luftangriffe auf Frankfurt am Main zerstört. Heute ist die Gegend um das Allerheiligentor ein Innenstadtgebiet mit einer dichten, architektonisch wenig bedeutenden Bebauung überwiegend aus den 1950er und 1960er Jahren.

## Öffentlicher Verkehr
Am Allerheiligentor befindet sich ein Knotenpunkt dreier Linien der Straßenbahn Frankfurt am Main. In ost-westlicher Richtung verbindet die Linie 11 die von Westen einmündende Altstadtstrecke durch die Battonnstraße mit der nach Osten führenden Hanauer Landstraße. Von Süden münden die Linien 14 und 18 aus Richtung Sachsenhausen über die Ignatz-Bubis-Brücke kommend ein. Auf dieser Strecke verkehrt auch der Ebbelwei-Expreß.